# Rathaus der Neustadt (Eisleben)

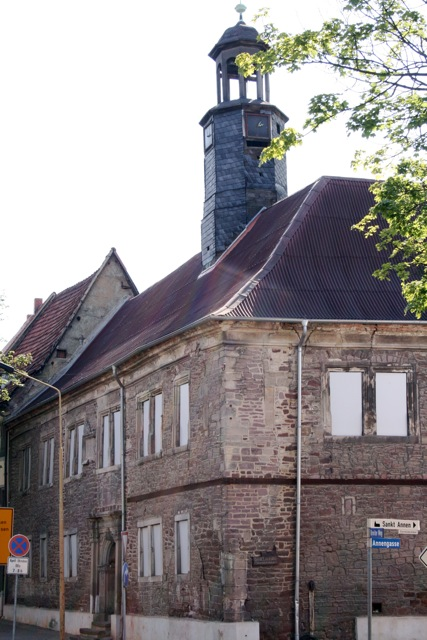
Ansicht von der Straße

Das Rathaus der Neustadt in der Stadt Eisleben steht beherrschend an der Ecke Breiter Weg/Annengasse (Breiter Weg 94). Ihm gegenüber steht der „Bergmannsroland“ von ca. 1590 (jetzt Kopie von 1926), das kniende Rechtssymbol der Neustadt Eisleben mit dem Wappen der Grafen von Mansfeld-Hinterort auf dem Schild.

## Bau- und Nutzungsgeschichte

### Gründung und Reformationszeit
Die Neustadt war 1511 von Graf Albrecht IV. (1480–1560) gegen den Protest des Rates der Altstadt Eisleben und der anderen Mansfelder Grafenlinien westlich der Altstadt als Bergarbeitersiedlung gegründet worden. Sie verfügte über einen eigenen Rat. Von der Pfarrkirche St. Annen (1513) und dem mit ihm verbundenen Kloster der Augustiner-Eremiten (1515) ging ab 1518 unter D. Caspar Güttel die Reformation in Eisleben aus. Im Lutherischen Vertrag von 1546 wurde vereinbart, dass Alt- und Neustadt Eisleben gemeinsame Innungen haben. Sie blieben jedoch getrennte Städte mit eigenen Räten und Stadtrichtern, gehörten also nicht zum 1454 an den Rat der Altstadt verpfändeten und versteinten Gerichtsbezirk, was sich auch nicht änderte, als die Neustadt 1579 durch die Permutationsrezesse wie die Altstadt bereits 1573 kursächsisches Lehen wurde. Die Neustadt wurde auch nicht in die Stadtummauerung der Altstadt in der ersten Hälfte des 16. Jahrhunderts einbezogen. Erst 1808 vereinigte der napoleonische König von Westphalen, Jerôme, Alt- und Neustadt zu einer Stadtgemeinde. Diese neue Stadt benötigte auch öffentliche Gebäude, und so förderte Albrechts zweite Schwiegertochter Margarete, eine geborene Herzogin von Braunschweig (sie starb 1596, ihr Mann Johann war 1567 gestorben), die ihren Wohnsitz in der Neustadt genommen hatte, den Aufbau der Neustadt, darunter auch die Vollendung der St. Annenkirche.
Auf ihre Veranlassung entstand auch 1571–1589 im Stil der Renaissance das Neustädter Rathaus. Der Vorgängerbau soll sich etwas weiter östlich an der Südseite des Breiten Weges befunden haben.
Der Neubau ist ein zweigeschossiger Bruchsteinbau mit Walmdach, dessen zwei Flügel sich zur Annengasse und zum Breiten Weg hinziehen. Der verschieferte Dachreiter auf dem Hauptflügel ist als Uhrturm ausgebildet. Das Obergeschoss des Gebäudes wird gegliedert durch gekuppelte Fenster mit feiner Stabwerkprofilierung und trug früher einen Eckerker. Das rundbogige Sandsteinportal unter dem vierten Fensterpaar in voll ausgebildeten Renaissanceformen zeigt reiche flache Blatt- und Rankenornamente. Der Schlussstein trägt die Jahreszahl 1580. Nach 1833 wurde eine Inschriftentafel „HANS G. U. H. Z. MANSFELD. MARGARETHA G. H. Z. B. U. L. G. U. F. Z. M. HIER IST GEBAVT VND GOTT VERTRAVET. 1571“ entfernt. Im Inneren führt aus einer kreuzgratgewölbten Eingangshalle, die mit dem Mansfeld-Hinterorter Wappen verziert ist, eine steinerne Wendeltreppe mit Handlauf um eine runde Spindel. Mehrere, früher repräsentative Räume sind mit Säulen mit Blatt-, Ranken- und Rollwerk verziert. Während des Dreißigjährigen Krieges wirkte hier der Ratsmann und Bürgermeister Steffan Neuwirdt.

### Spätere Entwicklungen
1808 verlor das Rathaus seine Funktion; es wurde Stadt- und Landgericht, 1849–1852 Kreisgericht (deshalb auch „Altes Gericht“ genannt), später Volksschule und diente schließlich Wohnzwecken – bis es schließlich 1973 wegen Erdsenkungen gesperrt werden musste. Renovierungen erfolgten 1892 und 1898. Schon seit mehreren Jahren bewahrt nur eine spezielle Holzbalkenkonstruktion die Nordgiebelwand vor dem Einsturz. Der lange Leerstand erfordert generell ein Nutzungskonzept und eine Instandsetzung des wertvollen Renaissance-Gebäudes.
Ende Dezember 2016 einigte man sich auf eine Notsicherung des – stellenweise mittlerweile stark einsturzgefährdeten – Gebäudes. Einer endgültigen Sanierung stehen derzeit nicht ausreichende finanzielle Mittel sowie ein fehlendes Nutzungskonzept im Wege.